# Genetta pardina
La jineta pardina (Genetta pardina),  es una especie de mamífero carnívoro perteneciente a la familia Viverridae. Se halla en un amplio rango de hábitats en Burkina Faso, Costa de Marfil, Gambia, Ghana, Guinea, Liberia, Malí, Níger, Senegal y Sierra Leona.